# ريتشارد إيرفن
ريتشارد إيرفن (بالإنجليزية: Richard Ervin)‏ هو محامي وقاضي وسياسي أمريكي، ولد في 26 يناير 1905 في كارابيل في الولايات المتحدة، وتوفي في 24 أغسطس 2004 في تالاهاسي في الولايات المتحدة. حزبياً، نشط في الحزب الديمقراطي. وقد انتخب Florida Attorney General ‏.